# مجلس الشورى البحريني 1996
مجلس الشورى البحريني 1996 ، تشكل المجلس في 28 سبتمبر 1996 بموجب الأمر الأميري رقم 16 لسنة 1996 الذي أصدره صاحب السمو الشيخ عيسى بن سلمان آل خليفة أمير دولة البحرين أنذاك  وعقد المجلس جلسته الأولى في يوم الثلاثاء 1 أكتوبر 2000 وأنتهت مدة المجلس في 1 أكتوبر 2000 وترأس المجلس إبراهيم محمد حميدان والذي تولى الرئاسة منذ 27 ديسمبر 1992. 

## أعضاء مجلس الشورى

### أعضاء مجلس الشورى البحريني 1996[1]
- إبراهيم محمد حميدان - رئيس مجلس الشورى
- جمال محمد فخرو - النائب الأول لرئيس مجلس الشورى منذ 5 أكتوبر 1999
- سمير إبراهيم رجب - النائب الثاني لرئيس مجلس الشورى
- الدكتور أبراهيم جمال الهاشمي
- إبراهيم محمد علي زينل
- أحمد سلمان كمال
- أحمد مبارك النعيمي
- أحمد محسن سلوم
- أحمد منصور العالي
- تقي محمد البحارنة
- جاسم محمد الصفار
- جاسم محمد فخرو
- حبيب علي عواجي
- الدكتور حسين حميد العريض
- الدكتور حسين عبدالله السادة (عُين وكيلاً لوزارة التربية والتعليم)/ محمد يوسف السيد (من 2 مارس 1998)[3]
- خالد حسين المسقطي
- خليفة أحمد البنعلي
- خليفة أحمد الظهراني
- راشد عبدالرحمان الزياني
- سمير إبراهيم رجب
- صالح عيسى بن هندي
- الشيخ عبدالحسين خلف العصفور
- عبدالرحمان إبراهيم عبدالسلام
- عبدالرحمان محمد جمشير
- عبدالرزاق محمود المحمود
- عبدالغفار عبدالحسين عبدالله
- عبدالله حسن الدرازي (توفي)/ عبدالله عبدالرضا العصفور (من 2 مايو 1999) [4]
- الدكتور عبداللطيف جاسم كانو
- علي محمد جبر المسلم
- الدكتور علي محمد مطر - النائب الأول لرئيس مجلس الشورى سابقاً خلال الفترة 1 أكتوبر 1996 حتى 5 أكتوبر 1999
- فاروق يوسف خليل المؤيد
- الدكتزر فؤاد صالح شهاب
- فيصل حسن عبدالله فولاذ
- الدكتور فيصل سعيد الزيرة
- محمد حسن السيد علي كمال الدين
- محمد عبدالله المناعي
- محمد عبدالله الملا هرمس
- محمد عبدالله محمد المطوع
- الشيخ الدكتور محمد علي منصور الستري
- محمد صالح الشيخ عبدالله
- مصطفى السيد محمد القصاب

## أدوار الانعقاد

### قائمة أدوار انعقاد مجلس الشورى 1996
| دور الانعقاد               | بداية الفترة  | نهاية الفترة |
| -------------------------- | ------------- | ------------ |
| دور الانعقاد العادي الخامس | 1 أكتوبر 1996 | 31 مايو 1997 |
| دور الانعقاد العادي السادس | 7 أكتوبر 1997 | 31 مايو 1998 |
| دور الانعقاد العادي السابع | 6 أكتوبر 1998 | 31 مايو 1999 |
| دور الانعقاد العادي الثامن | 5 أكتوبر 1999 | 31 مايو 2000 |